# Lingua (zespół muzyczny)
Lingua – indonezyjska grupa wokalna z Dżakarty. Została założona w 1996 roku.
W skład zespołu wchodziły trzy osoby: Tuwuh Adijatitesih Amaranggana (Amara), Francois Mohede (Frans) i Arie Widiawan Riadi (Arie).
W 1996 roku wydali swój pierwszy album pt. Bila Kuingat. Wydawnictwo to przyniosło im duży sukces, a singiel „Bila Kuingat” zapisał się jako jeden z najpopularniejszych indonezyjskich utworów lat 90. XX wieku. 

## Dyskografia
- 1996: Bila Kuingat
- 1998: Bintang
- 1999: Aku
- 2016: Mampu Bertahan